# 楠本長三郎
楠本 長三郎（くすもと ちょうざぶろう、1871年3月10日（明治4年1月20日） - 1946年（昭和21年）12月6日）は、日本の内科学者。大阪医科大学を昇格させ大阪帝国大学を創設した。その後、大阪帝国大学第二代総長となり、微生物病研究所、産業科学研究所等を設置し、大阪帝国大学拡大に貢献した。位階は正三位。勲等は勲一等。

## 生い立ち
肥前国大村藩の医家楠本家の四代元正の二男として1871年（明治4年）1月20日、長崎県西彼杵郡七釜村（現在の西海市西海町中浦）に生まれる。幼少の頃から父を失い、3人の妹と共に祖父と母によって養育された。祖父が1882年（明治15年）10月に亡くなってからは、母が長三郎ら4人を女手ひとりで苦労しながら養育した。慈母の愛情にこたえて、第一高等学校を卒業し、東京帝国大学医科大学医学科卒業、大阪府立高等医学校教諭、大阪医科大学教授を経て、大学長・同病院長となった。故郷に対する思いは強く、1921年（大正10年）には、貧困学生や推薦学生に供給するために多額の奨学金と公会堂を郷土に寄付した。

## 医師としての研究と活躍
1906年（明治39年）ドイツ留学中にザリチンの作用、食餌と糞便の胆脂との関係、コプロステリンなどの研究を行った。帰国後、後に知られるビタミンB1について語っていた。1909年（明治42年）には「腎臓に於ける出血の発生に就いて」の論文で東京帝国大学から博士の学位を授けられた。努力は研究よりも臨床に大きく傾けられ、患者に対して親切丁寧に対応していた。勤務というよりも趣味のように好んで患者を診ていた。54歳で大阪医科大学学長に就任した後も、患者の診療に当たって常に親切を旨とし、治療にかけては名人とも言われた。大阪の実業界・言論会その他の方面への信望は非常なもので、誰しもその厄介になった。

## 大阪帝国大学への貢献

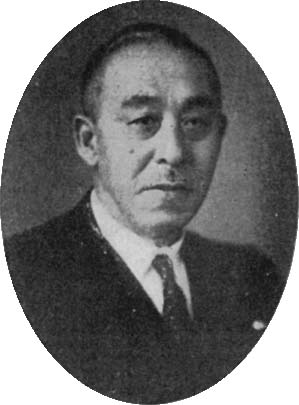
楠本長三郎

### 大阪帝国大学の創立
大阪医科大学学長就任以来、懸案の大阪帝国大学の創立に日夜努力した。1930年（昭和5年）4月から半年間欧米各国へ出張して大学制度の実情を視察・研究した。帰国後、学内教官団、並びに大阪府、大阪市、財界、言論会等の官民一致の協力を得て、大阪帝大の実現に向けて奔走した。1931年（昭和6年）5月1日浜口雄幸総理、井上準之助蔵相らの理解を得て大阪帝国大学へと昇格した。大阪帝大創設費として大阪府からの寄付金は総額185万円(現在の価値で30億円)にものぼり、うち95万円は長三郎の経理運営の刷新から得た大阪医科大学病院の収入残余であった。

### 初代総長人事
初代総長の人事については、地元の大阪側では国立総合大学設立の推進運動の中心で合った長三郎の就任を強く要望したが、文部省側は少し前まで文部次官だった粟屋謙を主張して譲らなかった。間にたった文相田中隆三は理化学研究所から推薦のあった長岡半太郎に承諾を頼んだ。半太郎はしばらくの間躊躇していたが、後任を長三郎とすること、なるべく早く退任することを条件として承諾した。実際に半太郎は当初より就任期間を短くして退任した。

### 第二代総長在任中
1934年（昭和9年）6月に大阪帝国大学総長就任後、財界から寄付を集め、同年9月に微生物研究所を設立、1935年（昭和10年）8月には大阪癌治療研究会を組成した。癌治療研究会ではチェコスロバキアからラジウム3gを購入しラジウムによる癌治療の端緒が開かれることになり、新聞でも大きく報じられた。その後も1937年（昭和12年）1月に日本学術振興会附属災害科学研究所を設置、1939年（昭和14年）11月に産業科学研究所/産業科学研究協会設立など大学の規模拡大に大きく貢献した。1942年（昭和17年）9月には現在の緒方洪庵の適塾の土地・建物が、緒方家と日本生命保険株式会社社長成瀬達との協議の結果、楠本長三郎へ寄附された。

### 楠本賞
楠本長三郎退官を機に、1943年（昭和18年）2月「楠本前総長記念奨学会」が組織され、1945年（昭和20年）3月に財界・個人から募集した奨学資金で「楠本博士記念奨学会」が発足された。同奨学会では、長三郎の「在職中の意志を継承し、人文及び自然科学の発達を促進助成する」趣旨のもと、同年12月、「大阪帝国大学各部の優秀なる卒業生に対する表彰などの事業を行う」などの既定を制定した。大阪大学では現在も毎年、楠本奨学会から各学部・学科の優秀な卒業生（主に各学部の首席卒業生）に「楠本賞」が贈られている。

## 著名人との親交

### 長岡半太郎
長岡半太郎とは同郷の先輩後輩関係でかねてから親交があったのみならず、半太郎は妻や幼子の医療を長三郎に全面的に頼んでいた。長三郎の長女菊江は半太郎の次男正男（のち日本光学社長）に嫁ぎ、楠本家と長岡家は親戚関係となった。

### 伊藤忠兵衛
伊藤忠兵衛は日露戦争当時から長三郎の世話になり、大変信頼し、伊藤家の主治医に迎えた。産業科学研究所設立の際には、親密な関係から、忠兵衛より買い受ける予定の土地を無理矢理寄贈してもらった。

## 経歴

### 略歴
- 1871年（明治4年）1月 長崎県西彼杵郡七釜村（現在の西海市西海町中浦）に生まれる
- 1889年（明治22年） 私立大村中学校卒業
- 1896年（明治29年） 第一高等学校卒業
- 1900年（明治33年）12月 東京帝国大学医科大学医学科卒業
- 1901年（明治34年）
  - 1月 東京帝国大学医科大学副手
  - 7月 東京帝国大学医科大学助手
- 1905年（明治38年）4月 大阪府立高等医学校教諭・内科医長
- 1906年（明治39年）3月 ドイツ ブレスラウ大学へ留学
- 1907年（明治40年）10月 帰国
- 1909年（明治42年）12月 東京帝国大学医学博士
- 1917年（大正6年）2月 公立専門学校教授
- 1919年（大正8年）11月 公立大学教授/大阪医科大学教授
- 1924年（大正13年）
  - 5月 公立大学学長/大阪医科大学学長
  - 10月 大阪医科大学附属医院長
- 1931年（昭和3年）5月 大阪帝国大学創立/同学教授/同学医学部長/同学附属医院長/同学大学総長事務代理
- 1934年（昭和9年）
  - 6月 大阪帝国大学総長
  - 9月 微生物病研究所を設立
- 1935年（昭和10年）8月 財団法人大阪癌治療研究会を組成/初代理事長に就任
- 1937年（昭和12年）1月 日本学術振興会附属災害科学研究所を設置/所長に就任
- 1939年（昭和14年）11月 産業科学研究所/産業科学研究協会 設立
- 1940年（昭和15年）11月 ドイツ国よりドイツ・アカデミー会員に推薦される
- 1942年（昭和17年）9月 適塾の土地・建物が大阪帝国大学に寄附される
- 1943年（昭和18年）
  - 2月 大阪帝国大学総長退官
  - 5月 大阪帝国大学名誉教授
- 1946年（昭和21年）12月 大阪帝国大学医学部附属医院にて75歳で没した

### 主催学会
- 第27回 日本内科学会総会・講演会会頭
- 第8回 日本医学会総会副会頭
- 第12回 日本医学会総会会頭

### その他
- 医術開業試験委員
- 教学刷新評議会委員
- 大阪高等工業学校評議員
- 科学振興調査会委員
- 学校報国隊大阪地方部長
- 産業科学研究所商議員

### 栄典
位階
- 1908年（明治41年）9月 正六位
- 1915年（大正4年）12月 従五位
- 1921年（大正10年）7月 正五位
- 1926年（大正15年）8月 従四位
- 1933年（昭和8年）3月 正四位
- 1938年（昭和13年）4月 従三位
- 1943年（昭和18年）2月13日 正三位[5]

勲章
- 1906年（明治39年）10月 勲六等瑞宝章
- 1914年（大正3年）12月 勲五等瑞宝章
- 1922年（大正11年）3月 勲四等瑞宝章
- 1928年（昭和3年）
  - 3月 勲三等瑞宝章
  - 11月 大礼記念章
- 1936年（昭和11年）4月 勲二等瑞宝章
- 1943年（昭和18年）2月10日 勲一等瑞宝章[6][7]